# Tàu điện ngầm Kolkata tuyến 1
Tuyến 1, Tuyến Xanh Dương hay còn được gọi là Tàu điện ngầm Bắc-Nam thuộc hệ thống Tàu điện ngầm Kolkata, đây là hệ thống tàu điện ngầm phục vụ cho thành phố Kolkata ở bang Tây Bengal của Ấn Độ. Tuyến này bao gồm 26 nhà ga đang hoạt động bắt đầy từ Dakshineswar đến Kavi Subhash. Trong số các nhà ga thuộc tuyến, có 9 nhà ga trên cao, 2 ga trên mặt đất và 15 nhà ga còn lại nằm dưới lòng đất, với tổng khoảng cách là 32,13 km (19,96 mi). Tuyến kết nối Dakshineswar với New Garia và sử dụng toa xe phù hợp với đường sắt khổ rộng 5 ft 6 in (1.676 mm). Ga Dakshineswar được khánh thành vào ngày 22 tháng 2 năm 2021 là một nhà ga trên cao nằm cách Noapara 4,1 km (2,5 mi) về phía bắc. Đây là tuyến đường sắt ngầm đầu tiên được xây dựng ở Ấn Độ, bắt đầu đi hoạt động lần đầu từ tháng 10 năm 1984 và đi vào hoạt động toàn tuyến như dự kiến ban đầu vào tháng 2 năm 1995. Vào ngày 28 tháng 12 năm 2010, hệ thống đường sắt này trở thành khu vực đường sắt thứ 17 của Đường sắt Ấn Độ. Đây công trình đầu tiên ở Ấn Độ mà trong đó cả quá trình tạo nên tuyến đường sắt này hoàn toàn dựa trên nguồn lực ở Ấn Độ tạo thành và việc xây dựng mạng lưới Tàu điện ngầm Kolkata giống như một dự án cho phép thử và sai, điều này trái ngược với mạng lưới Tàu điện ngầm Delhi, nơi có sự tham gia của nhiều nhà thầu, chuyên gia tư vấn quốc tế. Cuối cùng phải mất gần 23 năm để xây dựng hoàn chỉnh tuyến đường sắt ngầm dài 15 km (9,3 mi) từ Birpara đến Ga tàu điện ngầm Tollygunge.
Tuyến này kết nối với Tuyến 2 tại Esplanade và Tuyến 6 tại Kavi Subhash và sau này cũng sẽ kết nối các tuyến số 3, 4 và 5. Các chuyên gia về giao thông công cộng đã đưa ra đề xuất nên mở rộng tuyến đường sắt nầy từ Dakshineswar đến Bally (nơi nó có thể kết nối với các chuyến tàu địa phương của phân khu Howrah thuộc Đường sắt phía Đông) và mở rộng đến Dankuni, một thành phố công nghiệp mới nổi.

## Lịch sử
Những viên gạch đầu tiên đặt nền móng cho dự án được bắt đầu vào năm 1972, nhưng việc xây dựng thực tế lại bắt đầu vào năm 1978. Tuyến số 1 có chiều dài 31,38 km (19,50 mi) với 26 nhà ga. Đưa vào vận hành đoàn tàu điện ngầm đầu tiên trên tuyến vào năm 1984 được coi là một thách thức lớn về mặt kỹ thuật ở thời điểm bấy giờ. Cựu bộ trưởng bộ đường sắt A. B. A. Ghani Khan Chowdhury đã nỗ lực rất nhiều để thực hiện được điều này. Phân đoạn đầu tiên của tuyến bắt đầu từ Esplanade đến Bhawanipur (ngày nay được gọi là Netaji Bhawan) đã được mở cửa.
Dịch vụ tàu điện ngầm cũng được bắt đầu từ Dum Dum, ở đầu phía bắc, đến Belgachia song song với việc mở rộng tuyến về phía nam. Nhưng do đoạn  này ngắn dẫn đến việc không phổ biến nhiều cho nên tuyến đã bị đóng cửa và được hoạt động trở lại khi toàn bộ tuyến hành lang Bắc-Nam hoàn thành.
Sau năm 1986, nhiều biến cố chính trị đã cản trở việc xây dựng và các công việc liên quan, gần như bị dừng lại trong gần sáu năm. Sau khi khởi động lại, dịch vụ tàu điện ngầm từ Dum Dum đến Shyambazar đi vào hoạt động từ năm 1994. Dịch vụ này được phục vụ bởi đoàn tàu gồm 4 toa. Hai tháng sau, đoạn Esplanade – Chandni Chowk được khai trương và đoạn Chandni Chowk – Central mở cửa ba tháng sau đó. Đoạn từ Dum Dum đến Tollygunge bắt đầu hoạt động vào năm 1995, cùng với ga Mahatma Gandhi, khai trương vào năm 1996. Trong khoảng thời gian này, nhiều cổng từ và thang cuốn đã được bổ sung và các cổng quay dần dần bị loại bỏ.
Năm 2009, một số lượng lớn các ga trên Tuyến 1 đã được đổi tên bởi Bộ trưởng Bộ Đường sắt hồi đó là Mamata Banerjee.
Vào ngày 22 tháng 2 năm 2021, đoạn Noapara – Dakshineswar được khánh thành bởi Thủ tướng Narendra Modi.

## Dòng thời gian
Những mốc thời gian sau đây thể hiện ngày các khu vực này mở cửa cho công chúng, không phải lễ khánh thành.
| Lịch sử              | Lịch sử                               | Lịch sử                                       | Lịch sử                |
| Ngày mở rộng         | Ga cuối                               | Ga cuối                                       | Chiều dài              |
| -------------------- | ------------------------------------- | --------------------------------------------- | ---------------------- |
| 24 tháng 10 năm 1984 | Esplanade                             | Bhowanipore                                   | 3,40 kilômét (2,11 mi) |
| 12 tháng 11 năm 1984 | Dum Dum                               | Belgachhia                                    | 2,15 kilômét (1,34 mi) |
| 29 tháng 4 năm 1986  | Bhowanipur (bây giờ là Netaji Bhavan) | Tollygunge (bây giờ là Mahanayak Uttam Kumar) | 4,24 kilômét (2,63 mi) |
| 13 tháng 8 năm 1994  | Belgachhia                            | Shyambazar                                    | 1,63 kilômét (1,01 mi) |
| 2 tháng 10 năm 1994  | Esplanade                             | Chandni Chowk                                 | 0,71 kilômét (0,44 mi) |
| 19 tháng 2 năm 1995  | Shyambazar                            | Girish Park                                   | 1,92 kilômét (1,19 mi) |
| 19 tháng 2 năm 1995  | Chandni Chowk                         | Central                                       | 0,60 kilômét (0,37 mi) |
| 27 tháng 9 năm 1995  | Central                               | Girish Park                                   | 1,80 kilômét (1,12 mi) |
| 22 tháng 8 năm 2009  | Tollygunge (Mahanayak Uttam Kumar)    | Garia Bazar (bây giờ là Kavi Nazrul)          | 5,85 kilômét (3,64 mi) |
| 7 tháng 10 năm 2010  | Garia Bazar (bây giờ là Kavi Nazrul)  | New Garia (bây giờ là Kavi Subhash)           | 3,00 kilômét (1,86 mi) |
| 10 tháng 7 năm 2013  | Dum Dum                               | Noapara                                       | 2,09 kilômét (1,30 mi) |
| 22 tháng 2 năm 2021  | Noapara                               | Dakshineswar                                  | 4,1 kilômét (2,54 mi)  |
| Tổng cộng            | Dakshineswar                          | New Garia (bây giờ là Kavi Subhash)           | 31,3 kilômét (19,4 mi) |

## Danh sách nhà ga (Bắc tới Nam)
Các nhà ga của Hành lang này là:
| Tuyến 1 (Tuyến Xanh Dương) | Tuyến 1 (Tuyến Xanh Dương) | Tuyến 1 (Tuyến Xanh Dương) | Tuyến 1 (Tuyến Xanh Dương) | Tuyến 1 (Tuyến Xanh Dương) | Tuyến 1 (Tuyến Xanh Dương) | Tuyến 1 (Tuyến Xanh Dương) | Tuyến 1 (Tuyến Xanh Dương) | Tuyến 1 (Tuyến Xanh Dương) | Tuyến 1 (Tuyến Xanh Dương) | Tuyến 1 (Tuyến Xanh Dương)                    | Tuyến 1 (Tuyến Xanh Dương)       |
| Thứ tự                     | Tên nhà ga                 | Tên nhà ga                 | Địa điểm                   | Giai đoạn                  | Mở cửa                     | Kết nối với | Layout                     | Dạng sân ga                | Depot                      | Tọa độ                                        | Ghi chú                          |
| Thứ tự                     | Tiếng Anh                  | Tiếng Bengal               | Địa điểm                   | Giai đoạn                  | Mở cửa                     | Kết nối với | Layout                     | Dạng sân ga                | Depot                      | Tọa độ                                        | Ghi chú                          |
| -------------------------- | -------------------------- | -------------------------- | -------------------------- | -------------------------- | -------------------------- | --- | -------------------------- | -------------------------- | -------------------------- | --------------------------------------------- | -------------------------------- |
| 1                          | Dakshineswar               | দক্ষিণেশ্বর                    | Dakshineswar               | 7                          | 22 tháng 2 năm 2021        | Dakshineswar Dakshineswar Bus Stand Alambazar More bus Stop Ma Bhabotarini Jetty Ghat                                                                                       | Trên cao                   | Side                       | –                          |                                               |                                  |
| 2                          | Baranagar                  | বরাহনগর                     | Baranagar                  | 7                          | 22 tháng 2 năm 2021        | (Kế hoạch) Đường Baranagar Dunlop Bus Stand | Trên cao                   | Side                       | –                          | 22°37′23″B 88°25′38″Đ / 22,62306°B 88,42722°Đ | Còn được biết là Dunlop Crossing |
| 3                          | Noapara                    | নোয়াপাড়া                       | Noapara                    | 6                          | 10 tháng 7 năm 2013        | (Đang xây dựng) 34C Bus Stand Trạm xe buýt Health More Trạm xe buýt Gharui Paschimpara                                                                                      | Trên cao                   | Both side & island         | Noapara depot              | 22°38′23″B 88°23′38″Đ / 22,63972°B 88,39389°Đ |                                  |
| 4                          | Dum Dum                    | দমদম                       | Dum Dum                    | 1B                         | 12 tháng 11 năm 1984       | Dum Dum Jn Trạm xe buýt Ga Dum Dum | Trên cao                   | Side                       | –                          |                                               |                                  |
| 5                          | Belgachia                  | বেলগাছিয়া                      | Belgachia                  | 1B                         | 12 tháng 11 năm 1984       | Belgachia Tram Depot Belgachia Bus Depot Trạm xe buýt Belgachia Metro Trạm xe buýt Belgachia More                                                                           | Ngầm                       | Đảo                        | –                          |                                               |                                  |
| 6                          | Shyambazar                 | শ্যামবাজার                     | Shyambazar                 | 3A                         | 15 tháng 2 năm 1995        | Shyambazar Tram Depot Trạm xe buýt Shyambazar Metro Trạm xe buýt Shyambazar 5 Point Shyambazar Bus Stand\|\| \|\|                                                           | Ngầm                       | Đảo                        | –                          |                                               |                                  |
| 7                          | Shobhabazar Sutanuti       | শোভাবাজার সুতানুটি                 | Shobhabazar                | 3A                         | 15 tháng 2 năm 1995        | Trạm xe buýt Shobhabazar Metro Trạm xe buýt Cao đẳng Jaipuria | Ngầm                       | Đảo                        | –                          |                                               |                                  |
| 8                          | Girish Park                | গিরিশ পার্ক                    | Jorasanko                  | 3A                         | 15 tháng 2 năm 1995        | Girish Park Bus Stop | Ngầm                       | Đảo                        | –                          |                                               | Còn được biết là Jorasanko       |
| 9                          | Mahatma Gandhi Road        | মহাত্মা গান্ধী রোড                | Burrabazar                 | 3B                         | 27 tháng 9 năm 1995        | Mahajati Sadan Bus Stop Trạm xe buýt Ram Mandir Trạm xe buýt Công viên Muhammad Ali Trạm xe điện Công viên Muhammad Ali\|\| \|\|Còn được biết là Mahajati Sadan             | Ngầm                       | Đảo                        | –                          |                                               |                                  |
| 10                         | Trung tâm                  | সেন্ট্রাল                      | Bowbazar                   | 3A                         | 15 tháng 2 năm 1995        | Trạm xe buýt Đại lộ trung tâm Trạm xe buýt Ga tàu điện ngầm trung tâm Trạm xe buýt Trường Y học Nhiệt đới Trạm xe buýt Trường cao đẳng y tế                                 | Ngầm                       | Both side & island         | –                          |                                               | Còn được biết là Bowbazar        |
| 11                         | Chandni Chowk              | চাঁদনি চক                     | Chandni Chowk              | 3A                         | 15 tháng 2 năm 1995        | Chandni Chowk Bus Stop Trạm xe buýt Victoria House | Ngầm                       | Đảo                        | –                          |                                               |                                  |
| 12                         | Esplanade                  | এসপ্ল্যানেড                    | Dharmatala                 | 1A                         | 24 tháng 10 năm 1984       | (Hoạt động) (Đang xây dựng) Esplanade Tram Depot Bến xe buýt Esplanade (WBTC,CTC,SBSTC,NBSTC)\|\| \|\|International Bus Terminus. Còn được biết là Dharmatala / Chowringhee | Ngầm                       | Đảo                        | –                          |                                               |                                  |
| 13                         | Park Street                | পার্ক স্ট্রীট                   | Park Street                | 1A                         | 24 tháng 10 năm 1984       | (Đang xây dựng) Trạm xe buýt Park Street | Ngầm                       | Side                       | –                          |                                               | Now Mother Teresa Sarani         |
| 14                         | Maidan                     | ময়দান                       | Maidan                     | 1A                         | 24 tháng 10 năm 1984       | Trạm xe buýt Maidan | Ngầm                       | Đảo                        | –                          |                                               |                                  |
| 15                         | Rabindra Sadan             | রবীন্দ্র সদন                  | Rabindra Sadan             | 1A                         | 24 tháng 10 năm 1984       | Trạm xe buýt Exide More Trạm xe buýt Rabindra Sadan Trạm xe buýt Chowringhee Road-Calcutta Club                                                                             | Ngầm                       | Đảo                        | –                          |                                               | Còn được biết là Exide           |
| 16                         | Netaji Bhavan              | নেতাজি ভবন                    | Bhawanipore                | 1A                         | 24 tháng 10 năm 1984       | Trạm xe buýt Netaji Bhawan Trạm xe buýt Jadu Babur Bazar | Ngầm                       | Đảo                        | –                          |                                               | Còn được biết là Bhawanipore     |
| 17                         | Jatin Das Park             | যতীন দাস পার্ক                 | Hazra Junction             | 2                          | 29 tháng 4 năm 1986        | Trạm xe buýt Hazra Trạm xe buýt Jatin Das Park Trạm xe buýt Sujata Sadan | Ngầm                       | Đảo                        | –                          |                                               | Còn được biết là Hazra           |
| 18                         | Kalighat                   | কালীঘাট                       | Kalighat                   | 2                          | 29 tháng 4 năm 1986        | Rasbehari Crossing Tram Stop Trạm xe buýt Rashbehari Crossing Trạm xe buýt Rashbehari Gurudwara                                                                             | Ngầm                       | Đảo                        | –                          |                                               | Còn được biết là Rashbehari      |
| 19                         | Rabindra Sarobar           | রবীন্দ্র সরোবর                 | Rabindra Sarobar           | 2                          | 29 tháng 4 năm 1986        | Tollygunge Charu Market Tram Stop Trạm xe buýt Rabindra Sarobar Trạm xe buýt Rạp chiếu phim Bhabani                                                                         | Ngầm                       | Đảo                        | –                          |                                               | Còn được biết là Charu Market    |
| 20                         | Mahanayak Uttam Kumar      | মহানায়ক উত্তমকুমার              | Tollygunge                 | 2                          | 29 tháng 4 năm 1986        | Tollygunge Tram Depot Tollygunge Bus Depot Trạm xe buýt Depot Xe điện Tollygunge                                                                                            | Đồng cấp                   | Both side & island         | Depot Tollygunge           |                                               | Còn được biết là Tollygunge      |
| 21                         | Netaji                     | নেতাজি                        | Kudghat                    | 4                          | 22 tháng 8 năm 2009        | Kudghat Bus Stand | Trên cao                   | Side                       | –                          |                                               | Còn được biết là Kudghat         |
| 22                         | Masterda Surya Sen         | মাস্টারদা সূর্য সেন               | Bansdroni                  | 4                          | 22 tháng 8 năm 2009        | Bansdroni Bus Stand | Trên cao                   | Side                       | –                          |                                               | Còn được biết là Bansdroni       |
| 23                         | Gitanjali                  | গীতাঞ্জলি                      | Naktala                    | 4                          | 22 tháng 8 năm 2009        | Trạm xe buýt Rathtala Naktala Minibus Stand Trạm xe buýt Rạp chiếu phim Bunty                                                                                               | Trên cao                   | Side                       | –                          |                                               | Còn được biết là Naktala         |
| 24                         | Kavi Nazrul                | কবি নজরুল                    | Garia                      | 4                          | 22 tháng 8 năm 2009        | Trạm xe buýt Tàu điện ngầm Garia Trạm xe buýt Garia More Trạm xe buýt Garia Bazar Garia 6 Number Bus Stand Garia 5 Number Bus Stand                                         | Trên cao                   | Side                       | –                          |                                               | Còn được biết là Garia Bazar     |
| 25                         | Shahid Khudiram            | শহিদ ক্ষুদিরাম                  | Briji                      | 5                          | 7 tháng 10 năm 2010        | Trạm xe buýt Tàu điện ngầm Khudiram Trạm xe buýt Cầu Dhalai | Trên cao                   | Side                       | –                          |                                               | Còn được biết là Cầu Dhalai      |
| 26                         | Kavi Subhash               | কবি সুভাষ                     | New Garia                  | 5                          | 7 tháng 10 năm 2010        | (Hoạt động) New Garia New Garia Bus Stand | Đồng cấp                   | Side                       | Depot New Garia            |                                               | Còn được biết là New Garia       |

### Mở rộng tới New Garia (2010)
Trong nhiệm kỳ đầu tiên làm bộ trưởng bộ đường sắt của mình, bà Mamata Banerjee đã khởi xướng dự án mở rộng tuyến tàu điện ngầm đoạn Tollygunge – Garia. Vào nhiệm kỳ thứ hai (2009–2011), bà là người đã khánh thành đoạn tuyến mở rộng này, đồng thời cũng giới thiệu các đoàn tàu có điều hòa mới, được sản xuất trong nước tại Integral Coach Factory.
Đoạn mở rộng mới về phía nam của Garia Bazar đã mở cửa cho công chúng vào ngày 23 tháng 8 năm 2009. Nhà ga Garia Bazar được đặt theo tên của Kavi Nazrul. Đoạn mở rộng cuối cùng, ở đầu phía nam, từ Kavi Nazrul (Garia Bazar) đến Kavi Subhash (New Garia) đã được khánh thành vào ngày 7 tháng 10 năm 2010, nâng tổng số nhà ga lên 23. Cùng ngày, 2 đoàn tàu có điều hòa cũng được đưa vào sử dụng.

### Mở rộng tới Noapara (2013) và Dakshineswar (2021)
Tuyến được mở rộng từ Dum Dum đến Noapara vào ngày 10 tháng 7 năm 2013 và sau này được kéo dài thêm từ Noapara đến Dakshineswar (4,1 km), hiện đã hoàn thiện việc mở rộng tuyến và đi vào hoạt động. Quá trình chạy thử cho đoạn này được bắt đầu vào ngày 23 tháng 12 năm 2020, sau khi bị hoãn lại do đại dịch COVID-19. Đoạn đường được khánh thành vào ngày 22 tháng 2 năm 2021 và bắt đầu hoạt động thương mại từ ngày hôm sau.
Các nhà ga trên đoạn mở này, bao gồm:
1. Noapara
2. Baranagar
3. Dakshineswar